# Kivoma
Kivoma är ett vattendrag i Burundi.   Det ligger i provinsen Muyinga, i den norra delen av landet, 120 kilometer nordost om huvudstaden Bujumbura.
Omgivningarna runt Kivoma är en mosaik av jordbruksmark och naturlig växtlighet. Runt Kivoma är det tätbefolkat, med 383 invånare per kvadratkilometer.